# Edifici de la Caixa d'Estalvis del Penedès
L'Edifici de la Caixa d'Estalvis del Penedès és una construcció del municipi de Vilafranca del Penedès (Alt Penedès) inclosa en l'Inventari del Patrimoni Arquitectònic de Catalunya. L'edifici de la Caixa d'Estalvis del Penedès va ser construït el 1953 per l'arquitecte Eusebi Bona i Puig.

## Descripció

### Edifici
És un edifici entre mitgeres fent xamfrà. Ocupa la cantonada del carrer de Parellada amb la Rambla de Nostra Senyora. Consta de soterrani, planta baixa, entresòl i quatre pisos. La teulada és inclinada. Presenta esgrafiats a la façana, de regust noucentista. És un dels edificis que trenquen la imatge tradicional de la Rambla.

### Escultura
Escultura exempta de marbre blanc que representa Sant Ramon de Penyafort, vestit amb hàbit i amb un llibre obert a les mans, a l'alçada de la cintura. És un exemple, com tants d'altres, de l'esperit del Noucentisme de retrobament de la realitat d'una manera perfecta i directa, sense elements anecdòtics, juntament amb un regust clàssic i amb un total domini de la forma. Nexe d'unió entre un edifici gairebé de nova planta i l'església de Sant Joan, romànico-gòtica.